# Rivian R1S
Rivian R1S – elektryczny samochód osobowy typu SUV klasy wyższej produkowany pod amerykańską marką Rivian od 2022 roku.

## Historia i opis modelu

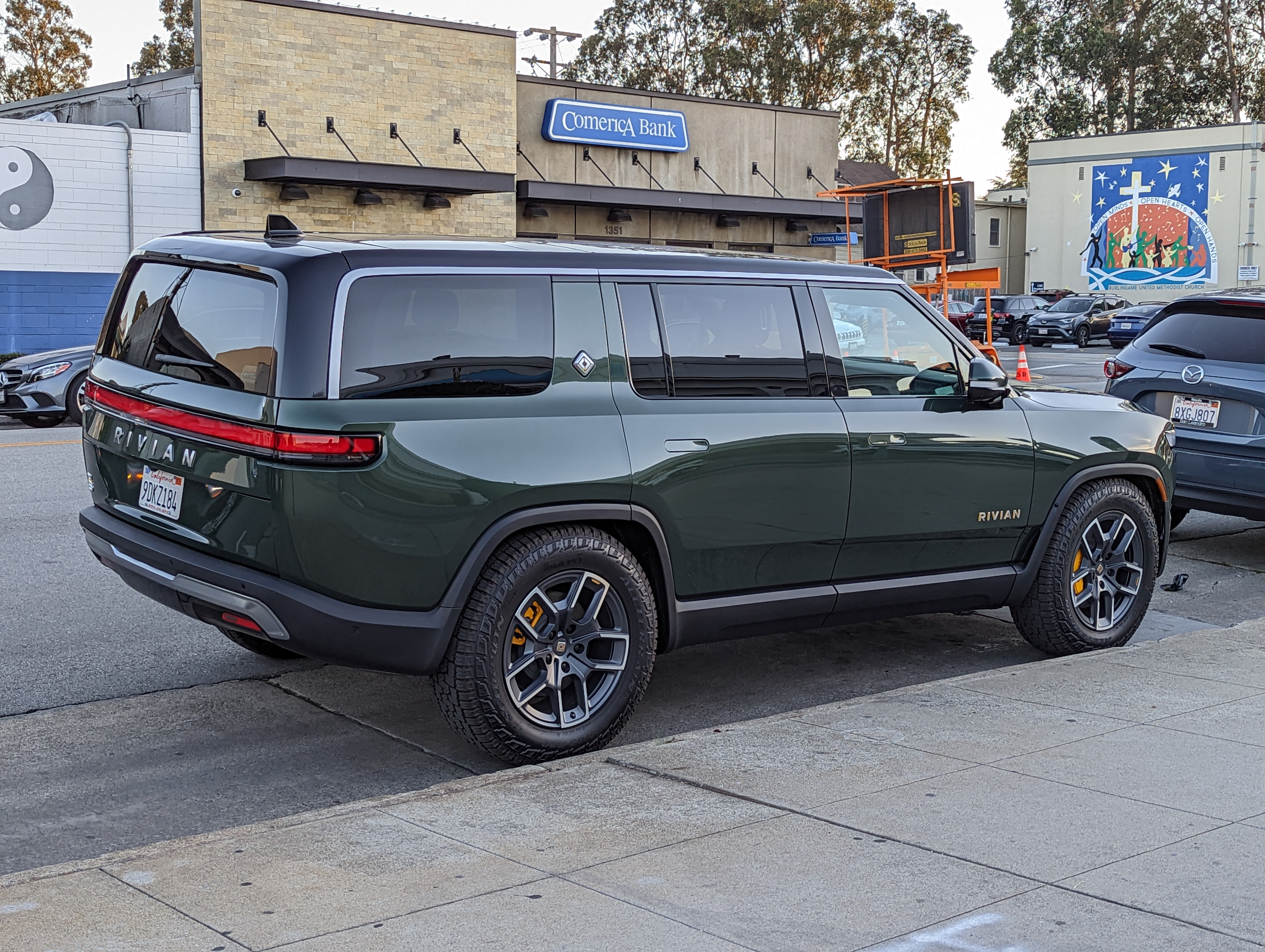
Rivian R1S – tył

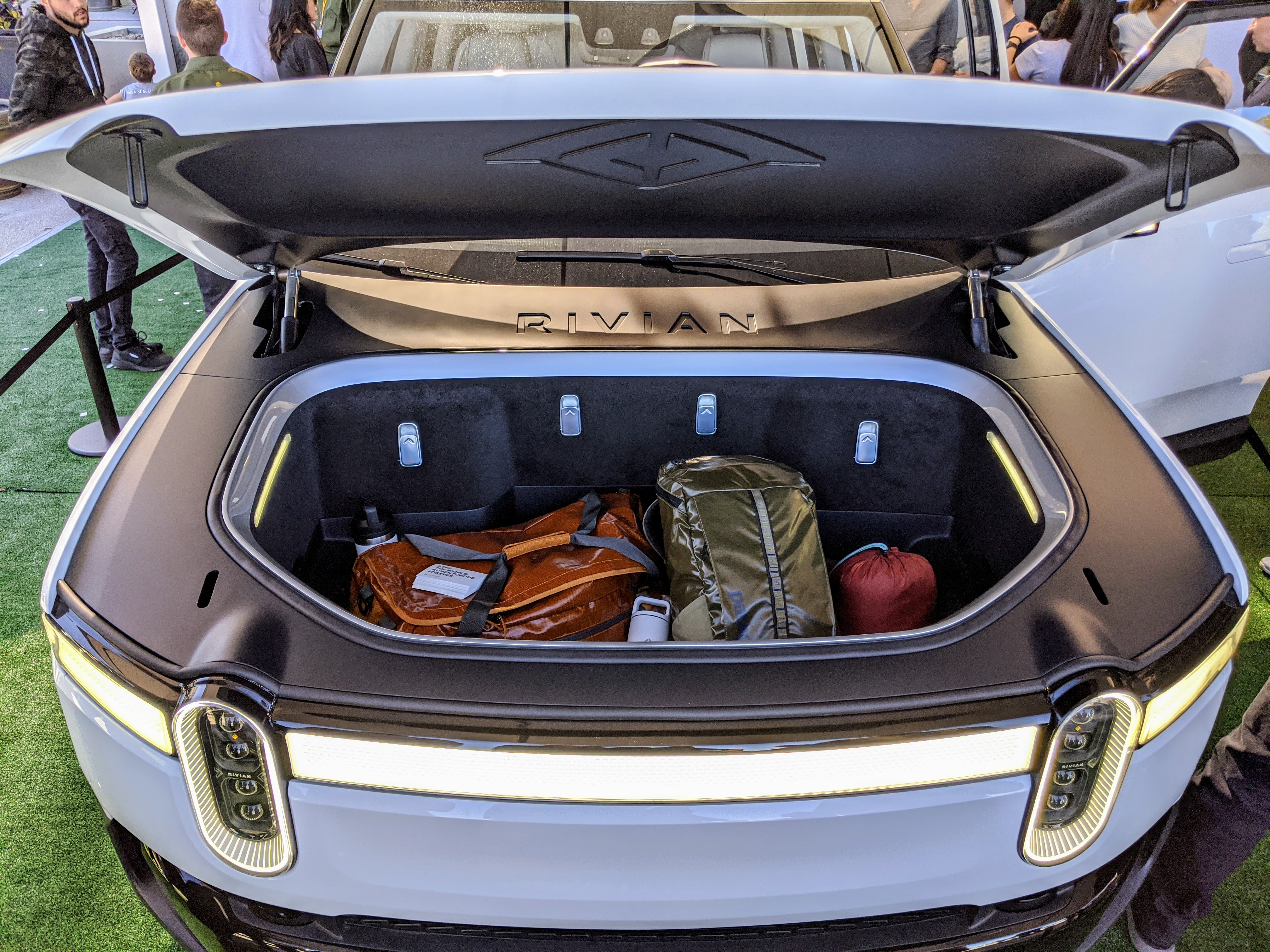
Rivian R1S – frunk

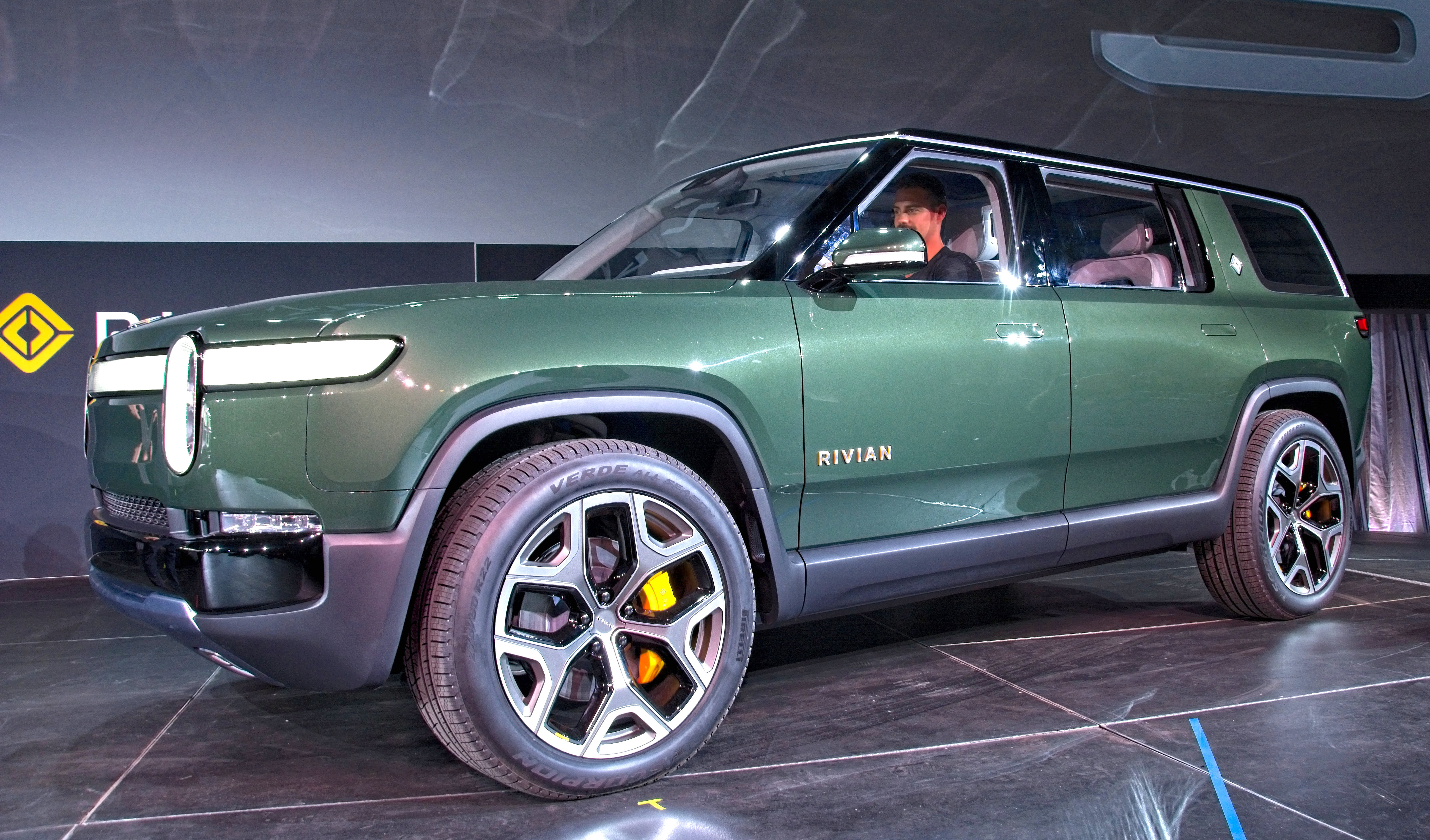
Rivian R1S podczas premiery

W listopadzie 2018 roku Rivian przedstawił swojego pierwszego SUV-a o nazwie R1S, który razem z pokrewnym pickupem R1T został opracowany jako pierwsze wersje produkcyjne samochodu powstałego dekadę wcześniej amerykańskiego startupu. Samochód utrzymano w awangardowym i minimalistycznym wzornictwie charakteryzującym się charakterystycznymi, pionowo umieszczonymi owalnymi reflektorami, które łączy biegnący przez pas przedni pas wykonany w technologii LED. Z tyłu pojawił się z kolei podłużny, wąski pas świetlny biegnący przez całą szerokość nadwozia, przecinając w pół klapę bagażnika. Nadwozie zyskało też bardziej foremne proporcje, z linią dachu biegnącą ku krawędzi nadwozia ściętej pod kątem prostym. Opcjonalnie R1S może zyskać dwubarwne malowanie nadwozia, z dachem i słupkami pokrytymi kontrastowym lakierem.
Samochód powstał z myślą o zróżnicowanych sposobach użytkowania, oferując także właściwości podczas jazdy po bezdrożach i terenie. Rivian R1S może zanurzyć się na głębokość 0,9 metra. W porównaniu do pokrewnego R1T, samochód posiada krótszy rozstaw osi oraz skrócony zwis tylny. Przekłada się to na inne właściwości podczas manewru zawracania, oferując promień skrętu mniejszy o 1,2 metra.
Siedmioosobowa kabina pasażerska zachowała minimalistyczne wzornictwo, z kokpitem wykończonym mieszanką skóry i drewna oraz fotelami wykończonymi pikowaną sztuczną skórą. Wzorem pokrewnego R1T, deskę rozdzielczą zdominowały dwa ekrany na czele z dotykowym, umieszczonym w konsoli centralnej. Charakteryzują się one kolejno przekątną 12,3 oraz 15,6 cala. Przestrzeń transportowa umożliwia rozbudowane opcje aranżacji – fotele trzeciego rzędu siedzeń w bagażniku mogą zostać schowane, z kolei pod maską umieszczony został dodatkowy przedni bagażnik, tzw. frunk.

### Lifting
W czerwcu 2024 Rivian R1S wraz z pokrewną odmianą pickup przeszedł modernizację, która objęła zarówno aspekty wizualne, jak i techniczne. Z zewnątrz samochód otrzymał przeprojektowane wzory alufelg, inny wygląd zderzaków, zmiany w układzie przedniego oświetlenia, a także nowe kolory nadwozia. Do akumulatorów zastosowano odtąd technologię LFP, a także zastosowano techniczne modyfikacje dla obniżenia całkowitych kosztów produkcji.

### Sprzedaż
Produkcja i sprzedaż Riviana R1S pierwotnie miała rozpocząć się na początku 2021 roku na tej samej linii produkcyjnej w Illinois, co pokrewny pickup R1T. Po opóźnieniach, przedsiębiorstwo jako priorytet obrało uruchomienie linii produkcyjnych dla pickupa we wrześniu 2021, by wytwarzanie SUV-a R1S rozpocząć w lipcu 2022 roku. Pierwsze egzemplarze trafiły do nabywców w Stanach Zjednoczonych miesiąc później.
Jeszcze przed rozpoczęciem dostaw, Rivian wywołał kontrowersje wśród klientów, którzy złożyli zamówienia na bazowy wariant wyposażenia. W styczniu 2022 firma ogłosiła, że jego cena zostaje zwiększona z 70 tysięcy dolarów do 84,5 tysiąca dolarów, obejmując tym także dotychczas złożone już zamówienia. Po krytycznych głosach amerykański startup wycofał się z tej decyzji wobec osób, które zamówiły R1S przed styczniem 2022 roku. W sierpniu 2022 firma podjęła kolejną niepopularną decyzję, wycofując podstawowy wariant wyposażenia „Explore”, zmuszając zamawiających go na przeniesienie zamówienia na następny w specyfikacji wariant konfiguracji.

### Dane techniczne
W momencie premiery, Rivian R1S docelowo miał być oferowany w trzech wariantach napędowych. Podstawowy, z baterią 105 kWh rozwija moc 402 KM, średni posiada 135 kWh baterię i 753 KM mocy, z kolei topowa odmiana R1S oferuje 180 kWh baterię i 660 kilometrów zasięgu maksymalnego na jednym ładowaniu przy zarazem nieznacznie mniejszej mocy 764 KM. W momencie rynkowego debiutu, który miał miejsce 4 lata później, specyfikacja techniczna Riviana R1S uległa zmianom. Topowa odmiana zyskała z dwóch silników większą moc, która wyniosła 835 KM. W ten sposób, rozpędza się ona do 100 km/h w 3,1 sekundy, by osiągać maksymalną prędkość 180 km/h. Rivian R1S może ciągnąć przyczepę o masie całkowitej do 3,5 tony.